# Abdallah Laroui
Abdallah Laroui (àrab: عبد الله العروي, ʿAbd Allāh al-ʿArwī) (Azemmour, 1933) és un historiador i professor universitari marroquí.

## Biografia
Va néixer el 1933 a la ciutat d'Azemmour, població situada a 75 km al sud de Casablanca. Després de realitzar els seus estudis primaris al seu país, es traslladà a París per ingressar a la Sorbona, on estudià ciències polítiques.
Nomenat agregat cultural a les ambaixades marroquines del Caire i París, posteriorment es dedicà a la docència com a professor d'història de la Universitat Mohammed V de la ciutat de Rabat, càrrec que abandonà l'any 2000, any que fou guardonat amb el Premi Internacional Catalunya concedit per la Generalitat de Catalunya.

## Obra històrica
Autor d'una síntesi de la història del Magrib, es donà a conèixer gràcies a la publicació de la seva obra L'Idéologie arabe contemporaine ('La ideologia àrab contemporània', 1967). En aquesta obra, l'autor analitza els motius en els quals la consciència àrab contemporània es basa per intentar crear la seva oposició vers l'Occident, fugint de tot prejudici o nacionalisme.

## Obra publicada
- 1967: L'Idéologie arabe contemporaine
- 1978: La Crise des intellectuels arabes: traditionalisme ou historicisme?
- 1982: L'Histoire du Maghreb: un essai de synthèse
- 1986: Islam et modernité
- 1998: L'Exil
- 1999: Islam et Histoire: essai d'épistémologie